# カントール・メダル
カントール・メダル（Cantor medal）は、ドイツ数学会が授与する数学の賞。ゲオルク・カントールの功績を称える。ほぼ2年に1度の割合で、同学会による年次総会の間にドイツ語を解する数学者に贈られる。

## 受賞者
- 1990年: Karl Stein
- 1992年: ユルゲン・モーザー
- 1994年: Erhard Heinz
- 1996年: ジャック・ティッツ
- 1999年: フォルカー・シュトラッセン
- 2002年: ユーリ・マニン
- 2004年: フリードリッヒ・ヒルツェブルフ
- 2006年: Hans Föllmer
- 2008年: Hans Grauert
- 2010年: Matthias Kreck
- 2012年: Michael Struwe
- 2014年: Herbert Spohn
- 2017年: ゲルト・ファルティングス
- 2019年: Hélène Esnault
- 2021年: Martin Grötschel
- 2024年: Felix Otto